# Doença metabólica
Uma doença metabólica ocorre quando os processos metabólicos normais do corpo são alterados por reações químicas anormais.